# Chiefs de Kamloops
Les Chiefs de Kamloops sont une équipe junior de hockey sur glace qui était basée à Kamloops dans la province de la Colombie-Britannique. 
La franchise a porté les noms suivants :
- Nats de Vancouver - de 1971 à 1973
- Chiefs de Kamloops - de 1973 à 1977
- Breakers de Seattle - de 1977 à 1985
- Thunderbirds de Seattle - depuis 1985

## Statistiques
| No | Saison    | PJ | V  | D  | N  | BP  | BC  | Pts | Classement | Séries éliminatoires       |
| -- | --------- | -- | -- | -- | -- | --- | --- | --- | ---------- | -------------------------- |
| 1  | 1973-1974 | 68 | 13 | 49 | 6  | 248 | 376 | 32  | 6e ouest   | Non qualifiés              |
| 2  | 1974-1975 | 70 | 38 | 24 | 8  | 329 | 279 | 84  | 4e ouest   | Défaite en quart de finale |
| 3  | 1975-1976 | 72 | 40 | 26 | 6  | 365 | 285 | 86  | e ouest    | Défaite demi-finale        |
| 4  | 1976-1977 | 72 | 34 | 26 | 12 | 308 | 291 | 80  | 2e ouest   | Défaite en quart de finale |